# Systenoplacis manga
Systenoplacis manga là một loài nhện trong họ Zodariidae.
Loài này thuộc chi Systenoplacis. Systenoplacis manga được Rudy Jocqué miêu tả năm 2009.